# Vece Paes
Vece Paes (Goa, India portuguesa; 30 de abril de 1945 – Calcuta, India; 14 de agosto de 2025) fue un jugador de hockey sobre hierba, médico y dirigente deportivo indio que jugó en la posición de mediocampista.

## Carrera
Jugó para India en la Copa Mundial de Hockey Masculino de 1971 en Barcelona, España donde ganó la medalla de bronce luego de perder en las semifinales ante Pakistán por 1-2 y al ganar el partido por el tercer lugar a Kenia por 2-1.
Al año siguiente ganó la medalla de bronce en los Juegos Olímpicos de Múnich 1972 luego de perder en las semifinales ante Pakistán por 0-2 y ganar el partido por el tercer lugar ante Países Bajos por 2-1.

## Tras el retiro
En 1991 fue consultor médico en la All India Tennis Association y ocupó el mismo cargo en la All India Football Federation de 1996 a 2001. También trabajó con el Indian Olympic Association desde los Juegos Asiáticos de 1994 en Hiroshima hasta los Juegos Olímpicos de Sídney 2000, además de ser el doctor del equipo nacional de la Copa Davis.  
Después fue consultor de medicina deportiva en la Asian Cricket Council (ACC) de 2001 a 2009 donde desarrolló programas de medicina deportiva en 18 países de Asia dnde se verificó rendimiento, verificación de edad y puso la iniciativa antidopaje; también sirvió como tutor para ACC–Cricket Australia.  Fue consultor antidopaje de la Board of Control for Cricket in India (BCCI) desde 2010 hasta 2025 donde desarrolló programas nacionales antidopaje.
A nivel directivo fue presidente de la Indian Rugby Football Union de 1996 a 2002, presidente del Calcutta Cricket & Football Club, uno de los equipos deportivos más viejos del mundo, además de contribuyente médico en el East Bengal football.

## Vida personal y muerte
Paes estuvo casado con Jennifer Paes, quien fue capitana de la selección femenil de baloncesto de India y bisnieta del poeta bengalí Michael Madhusudan Dutt. tuvo tres hijos, uno de ellos Leander Paes, que se convirtió en el tenista más importante de la historia de India y medallista olímpico, además de dos hijas.
Paes murió en la mañana de 14 de agosto de 2025 en Kolkata a los 80 a causa de una larga enfermedad. Sufría de la enfermedad de Párkinson y fue admitido en el Hospital Woodlands para tratamiento. Su entierro será cuando sus hijas regresen al país.